# Libros del Asteroide
Libros del Asteroide és una editorial independent fundada a Barcelona el 2005 per Luis Solano. Des de llavors ha publicat més d'un centenar de llibres i ha rebut diversos premis i reconeixements, entre els quals destaca el Premio Nacional a la Mejor Labor Editorial Cultural concedit pel Ministeri de Cultura d'Espanya el 2008.
El catàleg de Libros del Asteroide compta amb una única col·lecció que el 2024 havia arribat als 322 títols. El seu fil conductor no és altre que el criteri del fundador, qui, valorant-ne la qualitat literària, la força emocional i l'entreteniment, selecciona personalment les obres. Tot i que de bon principi s'havia proposat publicar traduccions al castellà de literatura estrangera moderna descatalogada o inèdita, aviat va sortir d'aquest camp acotat per incorporar-hi llibres de no ficció (des de 2007), narrativa estrangera actual (des de 2009) i fins i tot autors emergents de la narrativa castellana actual (des de 2014).
D'aquesta manera han acabat convivint a la mateixa col·lecció la narrativa, la novel·la negra, l'assaig, les biografies i els llibres de viatges. El disseny del logotip i de les cobertes, a dues tintes i combinant tipografia clàssica i moderna, és obra d'Enric Jardí, que ha treballat per segells com Emecé, Editorial Mina i Grup 62; més endavant el substituiria Jordi Duró. El 2008, Libros del Asteroide va associar-se a les editorials Impedimenta, Nórdica Libros, Periférica i Sexto Piso per fundar Contexto Editores, col·lectiu que ha insistit en la necessitat de les petites editorials d'unir forces i que ha organitzat campanyes de foment de la lectura. El 2021 el segell va convocar per primer cop el Premi de No Ficció Libros del Asteroide.
Els primers títols editats per Libros del Asteroide van ser En busca del barón Corvo, d'A.J.A. Symons; A la caza del amor, de Nancy Mitford, i Dos inglesas y el amor, d'Henri-Pierre Roché. Un any després, amb El cinquè en joc, de Robertson Davies, guanyava el Premi Llibreter. El segell ha publicat autors estatals com Manuel Chaves Nogales, Marcos Ordóñez, Eduardo Halfon i Llucia Ramis, i internacionals com Christopher R. Beha, Jean Rolin o Nickolas Butler. També ha traduït al castellà clàssics catalans, com K.L. Reich, de Joaquim Amat-Piniella, o El desgavell, de Ferran Planes.